# 圣尼古拉教堂 (里耶卡)
圣尼古拉教堂 是克罗地亚里耶卡的一座塞尔维亚正教会教堂，供奉圣尼古拉。教堂完成于1790年。

## 历史
该教堂于1787年由当地建筑师Ignazio Hencke设计，并于1790年使用东正教徒塞族人的钱建造，这些东正教塞族人在1768年逃离奥斯曼帝国，并在阜姆（里耶卡）定居。同时，城市地方当局阻碍了建设。教堂保存了许多圣像来自波斯尼亚和伏伊伏丁那的修道院。里耶卡拥有一定比例的塞尔维亚少数民族（2011年为6.57％，1991年为11.24％）。 

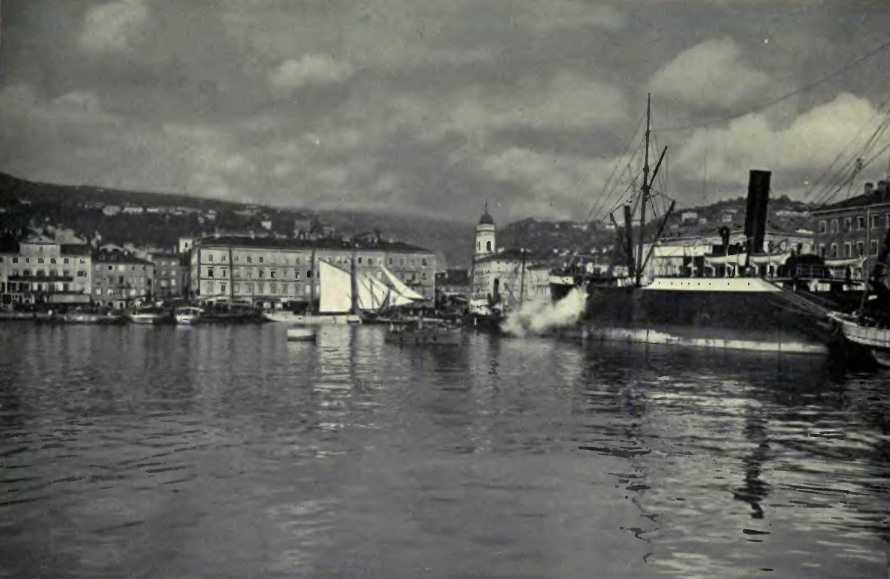
1923年
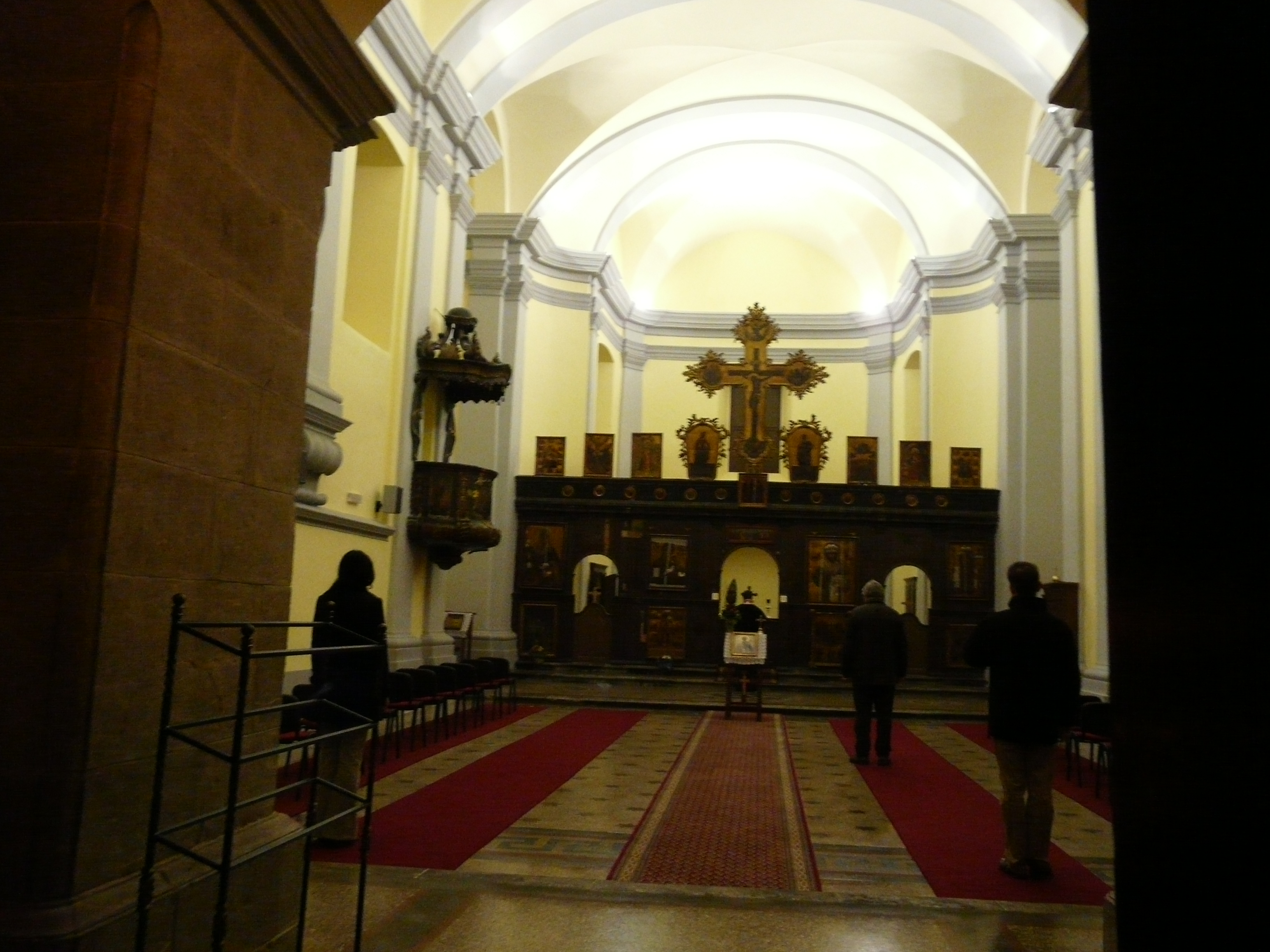
内部